# Anne Abbott
Anne Wales Abbott ou, Abbot (10 de abril de 1808 – 1 de junho de 1908) foi designer de jogos, editora de revista, revisora literária e autora.

## Biografia
Abbott nasceu em 10 de abril de 1808, filha do reverendo Abiel Abbott, um clérigo de Beverly, Massachusetts, e Eunice Abbott.
Abbott projetou o jogo de cartas extremamente popular Dr. Busby, que foi publicado por W. & SB Ives de Salem, Massachusetts, em 7 de março de 1843. Vendeu 15.000 cópias em seus primeiros dezoito meses.
Abbott foi a autora de seu segundo jogo, The Game of the Races, que foi vendido em Salem, Massachusetts, por meio de JP Jewett em 13 de janeiro de 1844. The Game of the Races não foi publicado por W. & SB Ives porque não é anunciado com outros jogos W. & SB Ives publicados em seu livro, DOCTOR BUSBY AND HIS NEIGHBORS, que foi editado em 24 de novembro de 1844 mas não colocado à venda até 28 de dezembro de 1844.
Ela lançou seu terceiro jogo, Master Rodbury, em 14 de setembro de 1844. Desta vez, ela usou novamente W. & SB Ives como editora.
Abbott publicou seu primeiro livro, WILLIE ROGERS em algum momento antes de 24 de novembro de 1844, rapidamente seguido por seu segundo livro, DOUTOR BUSBY AND HIS NEIGHBORS em 28 de dezembro de 1844.
Antes de 1991, Anne Wales Abbott foi creditada como autor do jogo de tabuleiro The Mansion of Happiness, lançado por W. & SB Ives em 24 de novembro de 1843 ou 1832. The Mansion of Happiness foi originalmente lançado na Inglaterra em 1800, e de autoria de George WM Fox.
Antes de 1992, Abbott foi creditado como autor do jogo de cartas extremamente duradouro dos Autores, que foi publicado em 1861 por A. Augustus Smith da GM Whipple e AA Smith. Eles também eram editores em Salem, Massachusetts, mas a editora ficava a um quarteirão da livraria original W. & SB Ives na 230 Essex Street. Aquela livraria e editora, 232 Essex Street, agora pertencia a Henry P. Ives, filho de SB Ives. Na verdade, o jogo dos Autores foi inventado por "um círculo de moças brilhantes" de Salem e apresentado por um cavalheiro a A. Augustus Smith para publicação.
Em julho de 1850, Abbott revisou The Scarlet Letter de Hawthorne para a North American Review, declarando que gostava mais do prefácio do que do conto. Abbott desaprovava o assunto de Hawthorne e acreditava que havia permitido que seu bom senso fosse levado pelo "poder mágico do estilo". Hawthorne se referiu a Abbott como uma "maldita turba de mulheres rabiscadoras".
Abbott serviu gratuitamente como editor (1851-1858) de The Child's Friend, um jornal literário para jovens. Os lucros da publicação foram direcionados para o alívio de crianças indigentes e negligenciadas.
Abbott morreu em Cambridge, Massachusetts, em 1° de junho de 1908.